# Elena Derevko
Elena Derevko es la mayor de las hermanas Derevko y la más despiadada. Elena Derevko es un personaje de ficción interpretado por la actriz brasileña de cine y televisión Sonia Braga en la serie de televisión Alias.

## Biografía
Elena es la hermana de Irina Derevko y Katya Derevko. Considerada la más despiadada de las hermanas Derevko, Elena es la líder secreta de El Pacto. La primera vez que sabemos de Elena es cuando Jack Bristow se encuentra con Katya durante la tercera temporada en el episodio "Cruces". Nada más se sabe sobre Elena hasta la cuarta temporada, cuando en "Bienvenidos a Liberty Village " se revela que un grupo no identificado ruso intenta encontrarla. Durante la cuarta temporada es revelado que Elena se hace pasar por Sophia Vargas, la protectora de Nadia Santos durante su estancia en un orfanato argentino.
Elena usa su relación con Nadia y le coloca un micrófono en un colgante que esta le regala para estar al tanto y poder entorpecer varias misiones APO. Elena más tarde se infiltra en el Departamento de Investigación Especial y roba todos los artefactos de Rambaldi que la CIA tenía en su posesión. Con los artefactos del DIE y los que ella había obtenido de otras fuentes, Elena tenía todos los artefactos necesarios para poner en práctica su juego final. Los agentes de El Pacto contaminan el abastecimiento de agua de Sovogda, Rusia y Elena activa un Dispositivo Mueller sobre la ciudad. Irina se unió con Jack, Sydney, Nadia, y Michael Vaughn lanzándose en paracaídas sobre la ciudad para reunirse con Sloane y desactivar el dispositivo. Elena, quien fue capturada durante esta operación, no sin antes haber contaminado a Nadia con el agua, es ejecutada por Irina de un disparo en la cabeza.

## Hermanas

### Irina Derevko
Irina Derevko, interpretada por Lena Olin, es la más conocida de las hermanas Derevko. Irina Derevko (también conocida como Laura Bristow), nació el 22 de marzo de 1950 en Moscú, Unión Soviética, pronto pasó a formar parte de la KGB y le fue encomendada la misión de ir a los Estados Unidos, casarse con el agente de la CIA Jack Bristow y conseguir toda clase de información sobre la inteligencia americana y en especial sobre el Proyecto Navidad. Espía, madre y esposa, gran parte de la trama de Alias gira en torno a ella. La verdad lleva tiempo

### Katya Derevko
Yekaterina "Katya" Derevko, interpretada por Isabella Rossellini, fue la primera de las hermanas de Irina en aparecer en la serie. Katya apareció en la tercera temporada para ayudar a Jack y Sydney, pero más tarde se supo que estaba aliada con El Pacto y fue puesta bajo custodia federal. En la cuarta temporada ayuda a Sydney y Jack a encontrar a Elena, a cambio de la promesa de Jack para conseguir su perdón y puesta en libertad.
- Datos: Q1612753